# Lori de Musschenbroek
Neopsittacus musschenbroekii
Espèce
Statut de conservation UICN

 LC  : Préoccupation mineure
Statut CITES
Le Lori de Musschenbroek (Neopsittacus musschenbroekii) est une espèce d'oiseau appartenant à la famille des Psittaculidae.
Son nom commémore l'explorateur, naturaliste et administrateur néerlandais Samuel Corneille Jean Wilhelm van Musschenbroek (nl).

## Description
Cet oiseau est proche du Lori émeraude mais est un peu plus grand (23 cm au lieu de 18 cm). Son plumage présente une dominante verte. La nuque et la calotte marron sont marbrées de jaune. Les joues vertes sont marbrées de jaune. La poitrine et le ventre sont rouges avec parfois des taches vertes. Les sous-caudales sont brun orangé. Les iris sont orange, le bec jaunâtre et les pattes grisâtres.
Les immatures arborent des couleurs plus claires et des iris bruns.

## Répartition
Cet oiseau vit en Nouvelle-Guinée où il n'a fait l'objet d'aucun recensement ou étude précis. Aussi, rien n'est connu sur la situation réelle de cette espèce dans une zone de déforestation et de développement important des activités humaines.

## Habitat
Il vit dans les forêts primaires jusqu'à 2 800 m d'altitude.

## Comportement
Craintif et méfiant, cet oiseau demeure le plus souvent caché et s'enfuit au moindre bruit d'un vol rapide et direct.